# Deacon Blackfire
Deacon Blackfire es un personaje ficticio de DC Comics. Se afirma que Blackfire tiene más de 100 años de edad, y a menudo es retratado como un carismático estafador enloquecido por el poder y líder del culto experto en la manipulación y el lavado de cerebro. Blackfire afirmó ser un chamán nativo americano que fue enterrado vivo después de ser declarado culpable de matar a un jefe tribal y de cometer herejía.

## Historia de publicación
Apareció por primera vez en Batman: La Secta # 1 (1988) y fue creado por Jim Starlin y Bernie Wrightson.

## Biografía del personaje ficticio
Deacon Blackfire es el antagonista principal en la miniserie de cuatro números, Batman: La Secta. Blackfire es un estafador y líder de culto que puede tener más de 100 años de edad. Él forma un ejército en las alcantarillas por debajo de Gotham City, compuesto en gran parte por personas sin hogar. Blackfire utiliza este ejército para comenzar una violenta guerra contra el crimen, que se intensifica cuando toma toda la ciudad, lo que resulta en ser aislada del resto del país. Blackfire captura y le lava el cerebro a Batman, convirtiendo temporalmente al cruzado enmascarado en un miembro del culto de Blackfire. Batman finalmente rompe su condicionamiento, pero sus efectos secundarios hacen que sea difícil para él capturar a Blackfire. Después de una búsqueda brutal por las alcantarillas, Batman se enfrenta a Blackfire, que le exige a Batman matarlo, para volverlo un mártir. Batman se niega, y en vez de eso golpea salvajemente a Blackfire en frente de su ejército. El ejército de Blackfire se vuelve contra él y lo mata.

### La noche más oscura
Como parte del evento La noche más oscura, el cadáver de Blackfire es reanimado por un anillo de poder negro y reclutado al Cuerpo de la Linterna Negra en La noche más oscura: Batman #1 (octubre de 2009).

### New 52
En The New 52 (un reinicio del universo de DC Comics), Blackfire aparece en Batman Eternal #29; hasta el momento, no se sabe nada acerca de su nuevo statu quo, o si esta encarnación había muerto antes de La noche más oscura.
Blackfire hace su debut adecuado en Batman Eterno #17 como el centro del poder oculto que impregna al Asilo Arkham, con la hija del Joker como su ejecutor. Cuando Batwing y El Espectro (como Jim Corrigan) descubren el secreto del Asilo, ambos son capturados por Blackfire y su ejército demoníaco. En el mismo número, se muestran flashbacks de la vez anterior que Batman se encontró con Deacon. Deacon tenía un ejército de personas sin hogar dedicadas y desfavorecidas, pero también los mantiene a muchos de ellos drogados bajo su control. Él trató de hacer lo mismo con Batman, manteniéndolo encadenado y drogado en su sótano durante siete días y siete noches, pero la resistencia del caballero oscuro obligó a que Deacon le ordene a sus devotos que lo maten. Batman sin embargo, planteó la cuestión de por qué Deacon Blackfire no lo mataría él mismo, si era tan poderoso como quería que su ejército creyera. Batman es capaz de romper la tubería a la que está encadenado, y en una reversión de su enfrentamiento en "La Secta", le ordena a Deacon que lo mate para probarse delante de sus seguidores. Deacon Blackfire se niega varias veces, y su ejército desilusionado se vuelve en su contra y parece matarlo a golpes.
Entre su primer encuentro y el tiempo del Eterno, Deacon se ha apoderado del cuerpo de Maxie Zeus, en un intento por recuperar la entrada a este mundo.

## En otros medios

### Videojuegos
- Deacon Blackfire hace su debut en Batman: Arkham Knight, con la voz de Marc Worden. Deacon Blackfire es el villano detrás de la misión secundaria "Cordero al matadero". Se le ve en la estatua de la Dama de Gotham a punto de sacrificar a Jack Ryder cuando se acerca demasiado al investigar la secta de Deacon Blackfire. Batman llega a la estatua de la Dama de Gotham, donde lucha con los cultistas de Deacon Blackfire para llegar hasta Deacon Blackfire y Jack Ryder. Después de que los cultistas son derrotados, Batman desactiva los generadores eléctricos que alimentan la jaula de sacrificio, derrota a Deacon Blackfire, y libera a Jack Ryder. Momentos más tarde en el Cuartel de Policía de Gotham City, Deacon Blackfire es entregado a Aaron Cash y los agentes de policía para ser encerrado en sus celdas.